# سلیم مرامبوئینی
سلیم مرامبوئینی (انگلیسی: Salim Mramboini؛ زادهٔ ۲۶ اوت ۱۹۸۴) بازیکن فوتبال اهل اتحاد قمر است.
وی همچنین در تیم ملی فوتبال اتحاد قمر بازی کرده‌است.